# Banda del Río Salí
Banda del Río Salí ist die Hauptstadt des Departamento Cruz Alta in der Provinz Tucumán im Nordwesten Argentiniens. Die Stadt liegt drei Kilometer östlich von der Provinzhauptstadt San Miguel de Tucumán auf einer Höhe von 425 Metern und hat 63.226 Einwohner (2010, INDEC). Banda del Río Salí grenzt im Norden an die Stadt Alderetes, im Osten an die Landgemeinden Delfín Gallo und Colombres, im Süden an die Gemeinden San Andrés und Ranchillos-San Miguel und im Westen an den Río Salí. 
Banda del Río Salí ist über die Brücke Lucas Córdoba mit San Miguel de Tucumán verbunden, während die Ruta Nacional 9, die sie durchschneidet, als die Direktverbindung nach Buenos Aires fungiert. Über die Ruta Provincial 302 erreicht man die östlichen Gemeinden des Departamento Cruz Alta.
Banda del Río Salí nennt sich Capital Nacional del Azúcar (Nationale Zuckerhauptstadt).

## Geschichte
Banda del Río Salí wurde am 4. Juli 1972 gegründet und gehört zum Ballungszentrum von San Miguel de Tucumán, dem es physisch und funktional zugehörig ist. Die Stadt entwickelte sich unorganisiert und ungebremst an den Seiten der alten Provinzstraßen (Rutas Provinciales), die heute die Verkehrsachsen bilden. Die Hauptverkehrsadern sind die Calle San Martín, die Ruta Nacional 9 und die Avenidas Monseñor Jesús Días, Independencia, Sargento Cabral und José María Paz. Das Stadtzentrum bildet die Plaza General Belgrano mit der Stadtverwaltung und der Kirche San Francisco Solano.

## Wirtschaft
Das industrielle Herz der Stadt sind die Zuckerfabriken Ingenio Concepción als größter Betrieb und das Ingenio San Juan. Sie verarbeiten das im Departamento Cruz Alta produzierte Zuckerrohr. Bis 1966 existierten in dieser Stadt elf weitere Zuckerfabriken, darunter das vom damaligen Präsidenten Juan Carlos Onganía geschlossene Ingenio Lastenia. Zum industriellen Profil von Banda del Río Salí gehört die Erdölraffinerie Refinerias del Norte und vor allem die Zona Franca Provincial. Darüber hinaus existiert eine Vielzahl kleinerer produzierender Betriebe aus unterschiedlichen Bereichen. 